# Georg Schurhammer
Georg Otto Schurhammer (Unterglottertal, 25 settembre 1882 – 2 novembre 1971) è stato un missionario tedesco.
È noto per una biografia su San Francesco Saverio, completata nel 1963.

## Biografia
Nel 1903 si unì ai Gesuiti e poco dopo iniziò il suo lavoro di missionario in Estremo Oriente. 
Nel 1933, a Roma, pubblicò Una ipotesi sulla fine di Antonio Pigafetta, con spunti interessanti sugli ultimi anni della vita del navigatore italiano, celebre per la sua Relazione sulla spedizione di Ferdinando Magellano intorno al mondo.